# Долинский сельский совет (Бердянский район)
Долинский сельский совет (укр. Долинська сільська рада) — входит в состав
Бердянского района
Запорожской области
Украины.
Административный центр сельского совета находится в 
с. Долинское
.

## Населённые пункты совета
- с. Долинское
- с. Коза
- с. Крымка
- с. Оленовка
- с. Шевченково